# 光洋台駅
光洋台駅（こうようだいえき）は、愛媛県松山市小川にある四国旅客鉄道（JR四国）予讃線の駅である。駅番号はY51。

## 歴
- 1986年（昭和61年）11月1日：開業[3][4]。駅員無配置駅[5]。
- 1987年（昭和62年）4月1日：国鉄分割民営化により、JR四国の駅となる[6]。

## 駅構造
片面ホーム1面1線の地上駅。無人駅だが、近距離用の自動券売機が設置されている。

## 駅周辺
- アンカレッジマリーナ
- 国道196号（松山北条バイパス）
- 愛媛県道347号平田北条線

## 隣の駅
四国旅客鉄道（JR四国）
■予讃線
粟井駅 (Y50) - 光洋台駅 (Y51) - 堀江駅 (Y52)